# Nicolás Gómez Dávila
Nicolás Gómez Dávila (Bogotá, 18 de mayo de 1913-Bogotá, 17 de mayo de 1994) fue un escritor, filósofo, empresario y político colombiano.
Ha sido uno de los críticos más radicales de la modernidad. Alcanzó reconocimiento internacional solo unos años antes de su fallecimiento gracias a las traducciones alemanas de algunas de sus obras. También se le ha traducido al polaco, gracias a la gestión de la Embajada de Colombia en Varsovia.

## Biografía

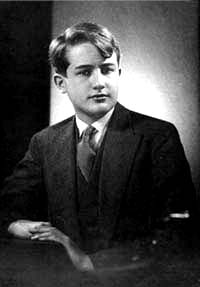
Nicolás Gómez Dávila en 1930, con 17 años.

Nació en una familia aristocrática. Fue hijo de Nicolás Gómez Saiz, un hacendado muy importante; de parte de su madre es descendiente del prócer Antonio Nariño. Gómez Dávila pasó la mayor parte de su vida entre su círculo de amigos y los límites de su biblioteca. Perteneció a la alta sociedad colombiana y se educó en París. 
Debido a una severa neumonía pasó cerca de dos años en casa, donde sería educado por profesores particulares y desarrollaría su admiración por la literatura clásica. Sin embargo nunca asistió a una universidad. En la década de 1930 regresó a Colombia y nunca volvió a visitar Europa, excepto durante una estancia de seis meses con su esposa en 1949. 
Reunió una biblioteca personal inmensa que contenía más de 30.000 volúmenes (conservada actualmente por la Biblioteca Luis Ángel Arango de Bogotá) en torno a los cuales centró toda su existencia filosófica y literaria. En 1948 ayudó a fundar la Universidad de Los Andes, en Bogotá.

### Pensamiento
Extraordinariamente erudito, profundo conocedor de las lenguas clásicas, defendió una antropología escéptica fundada en el estudio profundo de Tucídides y de Jacob Burckhardt. Consideraba que las estructuras jerárquicas debían ordenar la sociedad, la Iglesia y el Estado. Criticó el concepto de soberanía popular y también algunos cambios que introdujo la Iglesia católica a raíz del Concilio Vaticano II, en particular la renuncia a celebrar la misa en latín. Al igual que Donoso Cortés, Gómez Dávila creyó que todos los errores políticos resultaban, en última instancia, de errores teológicos. Esta fue la razón por la que su pensamiento se puede describir como una forma de teología política.
Católico y de principios profundos, su obra es una crítica abierta a la «modernidad», desde las ideologías marxistas y la democracia hasta el liberalismo, por la decadencia estética que abrigan. Sus aforismos (a los que denominaba «escolios») están cargados de una ironía corrosiva, de inteligencia y de profundas paradojas.
Conocedor a fondo de la tradición filosófica antigua y moderna, desde Platón a Heidegger, que estudió en sus lenguas originales, de los grandes debates de la teología occidental, admirador de la literatura francesa clásica y lector de numerosas obras críticas sobre la historia moderna que se encuentran en su biblioteca personal, la obra de Gómez Dávila abarca prácticamente todos los temas relevantes de la filosofía, destacándose sus preocupaciones estéticas y su filosofía de los valores, esenciales en su crítica antropológica a las ideas metafísicas y teológicas de la modernidad. 
Difícilmente clasificable en categorías que su misma filosofía ponía en cuestión, Gómez Dávila se declaró a sí mismo un "reaccionario auténtico", categoría que él mismo distingue de posturas meramente "conservadoras", "integristas" o "nostálgicas".

## Obra
La obra de Gómez Dávila consta de dos libros en prosa discursiva, Notas I y Textos I; tres volúmenes de aforismos, Escolios a un texto implícito, Nuevos escolios a un texto implícito y Sucesivos escolios a un texto implícito; y dos artículos publicados en revistas colombianas, De Iure y El reaccionario auténtico.

## Participación en la fundación de la Universidad de los Andes
Su cercanía como amigo y mentor de Mario Laserna, le valdría para apoyarlo en la decisión de fundar, en Bogotá, la Universidad de los Andes el 16 de noviembre de 1948. El nombre de Nicolás Gómez Dávila se encuentra en el Acta de Fundación de la universidad, junto al de otros personajes, como el anteriormente mencionado Mario Laserna, Francisco Pizano de Brigard, el expresidente de Colombia, Alberto Lleras Camargo, Mauricio Obregón y demás. 

## Vida en la política
Fue concejal de la ciudad de Bogotá entre 1945 y 1947, compartiendo puesto junto a tres futuros presidentes de la república: Mariano Ospina Pérez, Carlos Lleras Restrepo y Roberto Urdaneta Arbeláez.

## Edición en castellano
- Breviario de Escolios. Colección Ars brevis. Vilaür: Ediciones Atalanta, 2018. ISBN 978-84-947297-5-1.
- Textos. Colección Memoria mundi. Vilaür: Ediciones Atalanta, 2010. ISBN 978-84-937247-7-1.
- Escolios a un texto implícito (tercera edición). Prólogo Franco Volpi. Cartoné. Papel biblia. 1408 págs. Colección Ars brevis. Vilaür: Ediciones Atalanta, 2009, 2024. ISBN 978-84-937247-1-9.
- Escolios a un texto implícito, Obra Completa. Nicolás Gómez Dávila, Franco Volpi.  Bogotá, 2006. Villegas Editores. 408 páginas. ISBN 958-8156-70-X, ISBN 978-958-8156-70-5.
- Escolios a un texto implícito, Selección. Nicolás Gómez Dávila. Bogotá, 2001. Villegas Editores.
- El reaccionario auténtico, en Revista de la Universidad de Antioquia, n.º 240 (abril-junio de 1995), pp. 16-19.
- Sucesivos escolios a un texto implícito, Santafé de Bogotá, 1992. (Nueva edición: Barcelona, 2002).
- De iure, en Revista del Colegio Mayor de Nuestra Señora del Rosario 81. Jg., n.º 542 (abril-junio de 1988), pp. 67-85.
- Nuevos escolios a un texto implícito, 2 volúmenes. Bogotá, 1986.
- Escolios a un texto implícito, 2 volúmenes. Bogotá, 1977.
- Textos I, Editorial Voluntad, Bogotá, 1959 (Nueva edición: Textos I, Villegas Editores, Bogotá, 2002).
- Notas, Tomo I, Edimex, México, 1954. (Nueva edición: Notas, Villegas Editores, Bogotá, 2003).